# Frossos (Albergaria-a-Velha)
Frossos é uma povoação portuguesa do Município de Albergaria-a-Velha que foi sede da Freguesia de Frossos, freguesia que tinha 7,28 km² de área e 887 habitantes (2011), tendo, por isso, uma densidade populacional de 121,8 hab/km².
Foi extinta (agregada) em 2013, no âmbito de uma reforma administrativa nacional, tendo sido agregada à Freguesia de São João de Loure, para formar uma nova freguesia denominada São João de Loure e Frossos com sede em São João de Loure.

## Descrição
Antes de se entrar no Rio Vouga ali cria uma laguna designada por "Pateira de Frossos", a qual oferece condições favoráveis para a agricultura muito específica sendo um meio natural propício à existência de espécies animais e vegetais variadas.

## História
Esta localidade pertenceu à Ordem de S. João de Malta encontrando-se ainda hoje marcos (Cruz de Malta) identificativos desse tempo.
Foi vila e sede de concelho entre 1514 e 1836. Em 1836 a freguesia foi anexada ao concelho de Angeja. Com a extinção do concelho de Angeja, em 1854, passou a fazer parte do concelho de Albergaria-a-Velha

## População
| População da freguesia de Frossos | População da freguesia de Frossos | População da freguesia de Frossos | População da freguesia de Frossos | População da freguesia de Frossos | População da freguesia de Frossos | População da freguesia de Frossos | População da freguesia de Frossos | População da freguesia de Frossos | População da freguesia de Frossos | População da freguesia de Frossos | População da freguesia de Frossos | População da freguesia de Frossos | População da freguesia de Frossos | População da freguesia de Frossos |
| --------------------------------- | --------------------------------- | --------------------------------- | --------------------------------- | --------------------------------- | --------------------------------- | --------------------------------- | --------------------------------- | --------------------------------- | --------------------------------- | --------------------------------- | --------------------------------- | --------------------------------- | --------------------------------- | --------------------------------- |
| 1864                              | 1878                              | 1890                              | 1900                              | 1911                              | 1920                              | 1930                              | 1940                              | 1950                              | 1960                              | 1970                              | 1981                              | 1991                              | 2001                              | 2011                              |
| 614                               | 663                               | 657                               | 680                               | 710                               | 701                               | 664                               | 720                               | 696                               | 835                               | 765                               | 916                               | 1.025                             | 964                               | 887                               |

| Distribuição da População por Grupos Etários | Distribuição da População por Grupos Etários | Distribuição da População por Grupos Etários | Distribuição da População por Grupos Etários | Distribuição da População por Grupos Etários | Distribuição da População por Grupos Etários | Distribuição da População por Grupos Etários | Distribuição da População por Grupos Etários | Distribuição da População por Grupos Etários | Distribuição da População por Grupos Etários |
| -------------------------------------------- | -------------------------------------------- | -------------------------------------------- | -------------------------------------------- | -------------------------------------------- | -------------------------------------------- | -------------------------------------------- | -------------------------------------------- | -------------------------------------------- | -------------------------------------------- |
| Ano                                          | 0-14 Anos                                    | 15-24 Anos                                   | 25-64 Anos                                   | > 65 Anos                                    |                                              | 0-14 Anos                                    | 15-24 Anos                                   | 25-64 Anos                                   | > 65 Anos                                    |
| 2001                                         | 152                                          | 143                                          | 524                                          | 145                                          |                                              | 15,8%                                        | 14,8%                                        | 54,4%                                        | 15,0%                                        |
| 2011                                         | 122                                          | 85                                           | 533                                          | 147                                          |                                              | 13,8%                                        | 9,6%                                         | 60,1%                                        | 16,6%                                        |

## Património
- Pelourinho de Frossos ou Pelourinho de Froços - O Pelourinho é o marco mais importante e bem visível no centro da vila.
- Igreja Matriz: dedicada a S. Plágio, foi alterada ao longo dos tempos é do período da renascença, século XVI e possui um retábulo do barroco inicial (século XVII).
- Cruzeiro na rua principal
- Capelas de São Bento, da Senhora da Boa Viagem e da Senhora das Necessidades
- Antiga Casa da Câmara
- Celeiro
- Pedra de armas
- Trechos da pateira de Frossos e do rio Vouga

## Artesanato
- Fabrico de esteiras de bunho
- Armadilhas para a pesca na pateira

## Gastronomia
- Enguias fritas e de caldeirada
- Ruivacos fritos e cozidos.

## Associações e Coletividades
- Grupo de Teatro "A Bateira"
- Grupo Desportivo Beira Vouga
- Associação de Jovens "Nós e o Mundo"